# Lipník, Třebíč
Lipník là một làng thuộc huyện Třebíč, vùng Vysočina, Cộng hòa Séc.